# James Fargo
James Fargo, accreditato anche come Jim Fargo (Republic, 14 agosto 1938) è un regista statunitense.
Dopo aver diretto due volte Clint Eastwood in Cielo di piombo, ispettore Callaghan e Filo da torcere, negli anni settanta, si è ritirato dal cinema per darsi alla regia televisiva. Nel 2010 torna a dirigere un film per il cinema, intitolato Born to Ride.

## Filmografia

### Cinema
- Cielo di piombo, ispettore Callaghan (The Enforcer) (1976)
- Caravans (1978)
- Filo da torcere (Every Which Way but Loose) (1978)
- Il gioco degli avvoltoi (Game for Vultures) (1979)
- Vendetta a Hong Kong (Forced Vengeance) (1982)
- Rock Aliens (1984)
- Born to Race (1988)
- Fuga pericolosa (Riding the Edge) (1989)
- Second Chances (1998)
- Born to Ride (2011)

### Televisione
- I predatori dell'Idolo d'oro - serie TV, 2 episodi (1983)
- A-Team - serie TV, 1 episodio (1984)
- Gus Brown and Midnight Brewster - film TV (1985)
- Top Secret - serie TV, 3 episodi (1985-1986)
- L'ultimo cavaliere elettrico (Sidekicks) - serie TV, 1 episodio (1986)
- Hunter - serie TV, 5 episodi (1988-1990)
- Sky High - film TV, seconda parte (1990)
- Berlin Break - serie TV (1993)
- Beverly Hills 90210 - serie TV, 2 episodi (1995-1996)